# Currierita
La currierita és un mineral de la classe dels arsenats.

## Característiques
La currierita és un arsenat de fórmula química Na₄Ca₃MgAl₄(AsO₃OH)₁₂(H₂O)₉. Va ser aprovada com a espècie vàlida per l'Associació Mineralògica Internacional l'any 2016. És l'únic mineral que conté l'anió hidroxiarsenat [AsO₃OH]4- que no conté anions addicionals. Està relacionada químicament amb l'anatolyïta i estructuralment, amb la kaatialaïta. Cristal·litza en el sistema hexagonal.

## Formació i jaciments
Va ser descoberta a la mina Torrecillas, a Salar Grande (Regió de Tarapacá, Xile). Es tracta de l'únic indret on ha estat trobada aquesta espècie mineral.